# Thymus antoninae
Thymus antoninae là một loài thực vật có hoa trong họ Hoa môi. Loài này được Rouy & Coincy miêu tả khoa học đầu tiên năm 1890.